# Salto en esquí en los Juegos Olímpicos de Garmisch-Partenkirchen 1936
La competición de salto en esquí en los Juegos Olímpicos de Garmisch-Partenkirchen 1936 se realizó en el Große Olympiaschanze de Garmisch-Partenkirchen el 16 de febrero de 1936.

## Medallistas
| Evento                                      | Oro                                | Plata                               | Bronce                                 |
| ------------------------------------------- | ---------------------------------- | ----------------------------------- | -------------------------------------- |
| Trampolín grande individual (16 de febrero) | Birger Ruud · Noruega · 232,0 pts. | Sven Eriksson · Suecia · 230,5 pts. | Reidar Andersen · Noruega · 228,9 pts. |

## Medallero
| Núm. | País    | Oro | Plata | Bronce | Total |
| ---- | ------- | --- | ----- | ------ | ----- |
| 1    | Noruega | 1   | 0     | 1      | 2     |
| 2    | Suecia  | 0   | 1     | 0      | 1     |
|      | TOTAL   | 1   | 1     | 1      | 3     |